# Theodolite Hill
Der Theodolite Hill (englisch für Theodolit-Hügel, spanisch Cerro Teodolito) ist ein 680 m (nach britischen Angaben 775 m) hoher Hügel mit einem kleinen Felssporn am Gipfel im Grahamland auf der Antarktischen Halbinsel. Er ragt am südöstlichen Ende eines tafelbergartigen Berges etwa 8 km westlich des Nordwestendes der Duse Bay im Nordosten der Trinity-Halbinsel auf. 
Entdeckt wurde der Hügel im Jahr 1946 vom Falkland Islands Dependencies Survey, der ihn als Fixpunkt zur Landvermessung mittels eines Theodolits nutzte, welcher seinerseits namensgebend war.